# Cuba, mon amour

Cuba, mon amour (en russe : Куба — любовь моя ; Kouba, lioubov moïa) est une chanson de l'époque soviétique composée en 1962 par Alexandra Pakhmoutova à propos de la révolution cubaine et de la venue de Fidel Castro à Bratsk, au moment de la crise des missiles d'octobre 1962. Les paroles en russe sont de Nikolaï Dobronravov et de Sergueï Grebennikov. Elle est interprétée pour la première fois à la télévision soviétique par Joseph Kobzon, puis par Mouslim Magomaïev et par de nombreux interprètes soviétiques pendant des décennies.

## Extrait  desSouvenirsd'Alexandra Pakhmoutova
| Cuba, mon amour, c'est une chanson à propos de notre amitié envers le peuple de l'« île de la Liberté ». Elle a été composée dans les jours où l'héroïque peuple cubain qui commençait à se construire une nouvelle vie se voyait menacé du danger d'une nouvelle intervention [américaine]. Je me suis efforcée de donner à cette chanson un côté courageux en soulignant en même temps la couleur locale nationale. Par conséquent, la mélodie de la marche et du défilé ressemble à un accompagnement de guitares dans un rythme de danses cubaines caractéristiques,. |

## Source de la traduction
- (ru) Cet article est partiellement ou en totalité issu de l’article de Wikipédia en russe intitulé « Куба — любовь моя » (voir la liste des auteurs).